# Episodi di In tribunale con Lynn (seconda stagione)
La seconda stagione della serie televisiva In tribunale con Lynn è andata in onda negli Stati Uniti dal 2 ottobre 2000 all'21 maggio 2001.
| nº | Titolo originale         | Titolo italiano              | Prima TV USA     | Prima TV Italia |
| -- | ------------------------ | ---------------------------- | ---------------- | --------------- |
| 1  | The Choice               | Una realtà drammatica        | 2 ottobre 2000   |                 |
| 2  | One Mistake              | Orribile segreto             | 9 ottobre 2000   |                 |
| 3  | Affairs of the State     | Affari di stato              | 16 ottobre 2000  |                 |
| 4  | Going Home               | Ritorno a casa               | 23 ottobre 2000  |                 |
| 5  | Telling Lies             | Bugie e omissioni 1 parte    | 30 ottobre 2000  |                 |
| 6  | Telling Lies, Conclusion | Bugie e omissioni 2 parte    | 6 novembre 2000  |                 |
| 7  | For Love                 | Solo per amore               | 13 novembre 2000 |                 |
| 8  | Family Values            | I valori della vita          | 20 novembre 2000 |                 |
| 9  | Echoes                   | Scomode verità               | 27 novembre 2000 |                 |
| 10 | Generations              | Questione di fiducia         | 11 dicembre 2000 |                 |
| 11 | Intentions               | Diritto di scegliere         | 8 gennaio 2001   |                 |
| 12 | Film at Eleven           | Aggressione                  | 15 gennaio 2001  |                 |
| 13 | Separation               | Le gemelle contese           | 29 gennaio 2001  |                 |
| 14 | The Quality of Mercy     | Eutanasia                    | 5 febbraio 2001  |                 |
| 15 | Liar's Club: Part 1      | Il club dei bugiardi 1 parte | 19 febbraio 2001 |                 |
| 16 | Liar's Club: Part 2      | Il club dei bugiardi 2 parte | 26 febbraio 2001 |                 |
| 17 | Soul Custody             | Un'anima in custodia         | 12 marzo 2001    |                 |
| 18 | Safe at Home             | In casa al sicuro            | 19 marzo 2001    |                 |
| 19 | The Gay Divorcee         | L'amore di un padre          | 9 aprile 2001    |                 |
| 20 | Bringing Up Babies       | Adozioni combattute          | 16 aprile 2001   |                 |
| 21 | Americans"               | Americani contro indiani     | 30 aprile 2001   |                 |
| 22 | Recovery                 | Una vita spezzata            | 7 maggio 2001    |                 |
| 23 | Clemency                 | Corsa contro il tempo        | 14 maggio 2001   |                 |
| 24 | Planting Seeds           | Vita in provetta             | 21 maggio 2001   |                 |